# Kungsängens församling
Kungsängens församling var en församling i Uppsala stift och i Upplands-Bro kommun. Församlingen uppgick 1998 i Kungsängen-Västra Ryds församling.

## Administrativ historik
Församlingen har medeltida ursprung. Namnet var först Näs församling och från den 1 januari 1886 (ändring enligt beslut den 17 april 1885) Stockholms-Näs församling. Innan ändringen hade dock bruket av namnet Stockholms-Näs redan förekommit.
Enligt beslut den 3 februari 1967 fick Stockholms-Näs församling namnet Kungsängen. 1 januari 1998 uppgick Kungsängens församling i Kungsängen-Västra Ryds församling.

### Pastorat
- Tidig medeltid: Eget pastorat
- Medeltid till 1 maj 1917: Annexförsamling i pastorat med Västra Ryds församling.
- 1 maj 1917 (enligt beslut den 23 september 1916) till 1 januari 1938: Moderförsamling i Stockholms-Näs och Västra Ryds pastorat[4]
- 1 januari 1938 (enligt beslut den 3 december 1937) till 13 november 1964: Annexförsamling i Västra Ryds och Stockholms-Näs församlingars pastorat.[5]
- 13 november 1964 till 1 januari 1998: Moderförsamling i Stockholms-Näs (Kungsängen) och Västra Ryd.

### Kontrakt
- Fram till 1 januari 1962: Håbo kontrakt
- 1 januari 1962 till 1 januari 1998: Lagunda kontrakt

## Kyrkor
- Kungsängens kyrka